# 鳳鼻頭
鳳鼻頭，是高雄市小港區的一個傳統地域名稱，位於該區最南端。相較於今日行政區，其範圍大致包括龍鳳里西南半葉東半部、鳳鳴里南半部，以及林園區中門里西北部邊界地帶。

## 地名
鳳鼻頭因坐落於鳳鼻山前方山腳下，以及先民建置聚落時，常以頭、尾來表示相關位置，因而得名。

## 歷史
台灣清治末期至日治初期，鳳鼻頭地區為一街庄，稱為「溪邊厝庄」，隸屬於鳯山下里。該庄西北與大林蒲庄為鄰，北及東北與中林仔庄為鄰，東邊一小段與王公廟庄為界，東南邊為港仔埔庄，西南邊臨台灣海峽。
1901年（日治明治三十四年）11月，全台廢縣廳改設二十廳，該庄隸屬於鳳山廳。1903年（明治三十六年）6月，該庄編入「大林蒲區」，隸屬於斗六廳。1909年（明治四十二年）10月，合併二十廳為十二廳，大林蒲區改隸屬於台南廳。1920年（大正九年），全台地方制度大改正，廢十二廳改設五州二廳，該庄改制為「鳳鼻頭」大字，隸屬於高雄州鳳山郡小港庄。
戰後小港庄改制為小港鄉，隸屬於高雄縣，大字亦改制為村。1950年10月，高、屏分治，小港鄉仍隸屬高雄縣。1979年7月1日，高雄市合併小港鄉並改並改制為直轄市，小港鄉改制為小港區，村亦改制為里。
- 鳳鼻頭人在山仔頭前的礁石周圍捕烏魚
- 日治時期鳳鼻頭山仔頭及海灘

## 產業
鳳鼻頭居民在清代大都捕魚為生，台灣日治時期則農、漁參半，俗稱「半山海」。鳳鼻頭由北而南計有「邦坑仔」、「頂頭」、「下頭」三個角勢（或稱「角頭」，意指聚落中某一處）。

## 交通
2017年暑假，鳳鼻頭-小琉球定期船班正式開航。

## 文化資產
- 鳳鼻頭（中坑門）遺址（國定遺址）：位於東鄰王公廟地區境內，非常接近鳳鼻頭地區。

## 外部連結
- 林宏聰. . 中時電子報. 2017-09-07  [2018-03-28]. （原始内容存档于2020-09-25） （中文）.